# Пилаєва Єлизавета Миколаївна
Єлизавета Миколаївна Пилаєва (Ліза Пилаєва; 1898–1926) — російська революціонерка, організатор і перший голова Петроградського соціалістичного союзу молоді.

## Життєпис
У червні 1917 року Ліза Пилаєва стає організаторкою революційної молоді в Петрограді. Вийшла на контакт із більшовиками через свого брата .
Бере участь у боротьбі з юнкерами і штурмі Зимового палацу .
Прийнята в РКП (б) за рекомендацією М. І. Ульянової .
Працює з Н. К. Крупською, бере участь у створенні Соціалістичного союзу молоді — попередника Російського комуністичного союзу молоді .
У 1918 році добровільно перебуває на Східному фронті громадянської війни, розвідниця в Особливій бригаді.
Під час бою за станцію Кин, раптово зайняту білими, перебуваючи на п'ятому місяці вагітності, виносить секретні документи зі штабного вагона червоних, який опинився на території, захопленій білими .
Після війни працювала на Донбасі .

## Пам'ять
- 1967 — Тетянин день . Роль Лізи Пилаєвої виконує Людмила Василівна Максакова .